# Lačni Breg
Lačni Breg (nemško Hungerrain) je naselje v Občini Velikovec v Okraju Velikovec na Koroškem v Avstriji.